# Joaquín González-Hidalgo Rodríguez
Joaquín González-Hidalgo Rodríguez (Madrid, 1 d'abril de 1839 - 24 de febrer de 1923) fou un biòleg i malacòleg espanyol, acadèmic de la Reial Acadèmia de Ciències Exactes, Físiques i Naturals.

## Biografia
Va estudiar a l'Institut San Isidro de Madrid i en 1861 es llicencià en medicina a la Universitat de Madrid, on es va fer amic de Víctor López Seoane. En 1864 va començar a col·leccionar mol·lusc, i el 1865 publicà el seu treball sobre el tema al Journal de Conchyliologie de París. Així es decidí a estudiar ciències naturals, carrera en la fou deixeble de Marià de la Pau Graells i se'n va llicenciar en 1871 i doctorar en 1874. En 1876 va participar en l'Exposició Universal de Filadèlfia, i com a resultat el príncep de Mònaco el va guardonar amb l'encomana de l'Orde de Sant Carles.
Va treballar com a professor auxiliar de Zoologia general, Botànica i Mineralogia en la Facultat de Ciències de la Universitat Central de Madrid, però el 1875 va perdre la plaça. En 1888 hi fou readmès com a professor i en 1897 hi va obtenir la càtedra de mineralogia i de mol·luscs, que va mantenir fins que es va jubilar el 1918. També va ser conservador de la col·lecció malacològica del Museu Nacional de Ciències Naturals d'Espanya, on va catalogar totes les espècies i va descriure 86 espècies noves de mol·luscs.
De ben jove, en 1873, fou nomenat acadèmic de la Reial Acadèmia de Ciències Exactes, Físiques i Naturals, de la que en serà vicepresident. En va prendre possessió en 1877 amb el discurs Fauna malacológica de la Península. El 1910 fou president de la Reial Societat Espanyola d'Història Natural. també fou membre de la Societat Malacològica de Bèlgica, de la Societat Linneana de Bordeus i de l'Acadèmia de Ciències Argentina.

## Obres
- Nociones de fisiología e Higiene (1870)
- Moluscos marinos de España, Portugal y las Baleares (1870-1890)
- Moluscos del viaje al Pacífico (1879)
- Catálogo iconográfico y descriptivo de los moluscos terrestres de España, Portugal y las Baleares (1884)
- Catálogo de los moluscos testáceos de las islas Filipinas, Joló y Marianas (1904)
- La fauna malacológica de España, Portugal y Baleares. Mollusques testacés marins (1917)